# Volleyboll vid olympiska sommarspelen 2004

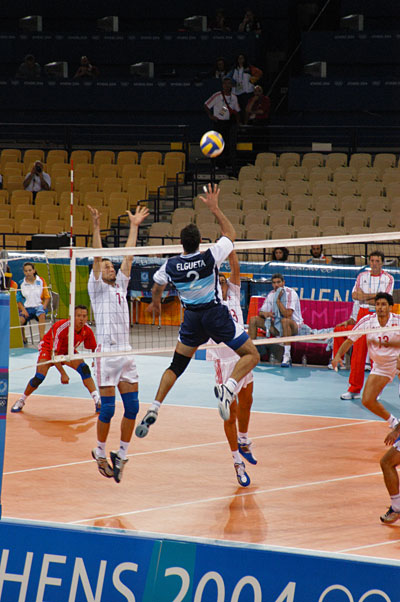
Argentina möter Frankrike i gruppspelet.

Volleybollen vid olympiska sommarspelen 2004 bestod av vanlig volleyboll, som avgjordes i Peace and Friendship Stadium, Aten, och beachvolleyboll, som avgjordes i Olympic Beach Volleyball Centre (ingår i Faliro Coastal Zone Olympic Sports Complex), Aten.

## Medaljtabell
| Gren                           | Guld | Silver | Brons |
| Volleyboll, herrar Detaljer... | Brasilien Giovane Gávio André Heller Maurício Lima Gilberto Godoy Filho André Nascimento Sérgio Santos Anderson Rodrigues Nalbert Bitencourt Gustavo Endres Rodrigo Santana Ricardo Garcia Dante Amaral | Italien Luigi Mastrangelo Valerio Vermiglio Samuele Papi Andrea Sartoretti Alberto Cisolla Ventzislav Simeonov Damiano Pippi Andrea Giani Alessandro Fei Paolo Tofoli Paolo Cozzi Matej Černič                                     | Ryssland Stanislav Dinejkin Sergej Baranov Pavel Abramov Aleksej Kazakov Sergej Tetjuchin Vadim Chamuttskich Aleksandr Kosarjev Konstantin Usjakov Taras Chtej Andrej Jegortjev Aleksej Verbov Aleksej Kulesjov |
| Volleyboll, damer Detaljer...  | Kina Chen Jing Feng Kun Li Shan Liu Yanan Song Nina Wang Lina Yang Hao Zhang Na Zhang Ping Zhang Yuehong Zhao Ruirui Zhou Suhong                                                                        | Ryssland Jevgenija Artamonova Ljubov Sokolova Olga Tjukanova Jekaterina Gamova Aleksandra Korukovets Olga Nikolajeva Jelena Plotnikova Natalija Safronova Marina Sjesjenina Irina Tebenichina Jelizaveta Tisjtjenko Jelena Tjurina | Kuba Zoila Barros Rosir Calderón Nancy Carrillo Ana Fernández Maybelis Martínez Liana Mesa Anniara Muñoz Yaima Ortíz Daimí Ramírez Yumilka Ruíz Marta Sánchez Dulce Téllez                                      |
| Beachvolleyboll, herrar        | Ricardo Santos och Emanuel Rego (BRA) | Javier Bosma och Pablo Herrera (ESP) | Stefan Kobel och Patrick Heuscher (SUI) |
| Beachvolleyboll, damer         | Kerri Walsh and Misty May (USA) | Shelda Bede and Adriana Behar (BRA) | Holly McPeak and Elaine Youngs (USA) |

## Medaljfördelning
| Pl. | Nation    | Guld | Silver | Brons | Totalt |
| --- | --------- | ---- | ------ | ----- | ------ |
| 1   | Brasilien | 2    | 1      | 0     | 3      |
| 2   | USA       | 1    | 0      | 1     | 2      |
| 3   | Kina      | 1    | 0      | 0     | 1      |
| 4   | Ryssland  | 0    | 1      | 1     | 2      |
| 5   | Italien   | 0    | 1      | 0     | 1      |
| 5   | Spanien   | 0    | 1      | 0     | 1      |
| 7   | Kuba      | 0    | 0      | 1     | 1      |
| 7   | Schweiz   | 0    | 0      | 1     | 1      |